# Iridescent (chanson)
Singles de Linkin Park
Burning in the Skies Burn It Down
Pistes de A Thousand Suns
Wisdom, Justice, and Love Fallout
Iridescent est le quatrième single de l'album A Thousand Suns du groupe Linkin Park. Il est sorti le 27 mai 2010.
Iridescent est  la B.O du dernier Transformers 3 : La Face cachée de la Lune, et la troisième chanson à faire la bande originale de Transformers après What I've Done pour le premier film et New Divide pour le Deuxième film.         
C'est la seule chanson où l’on peut entendre tous les membres du groupe chanter.
La version de la musique dans Transformers est quelque peu différente avec des samples rajoutés au début et le chant du groupe a été écourté, de la même manière que dans les précédents films de la série avec New Divide ainsi que What I've Done.

## Clip Vidéo
Le clip vidéo est révélé par le groupe le 3 juin 2011, il est entièrement en noir et blanc.
Le clip et le tournage ont été dirigés et réalisés par Joe Hahn.

## Charts
Iridescent fait son entrée dans les charts le 23 mai 2011 et se classe 29e dans la catégorie Rock Song et y reste pendant 13 semaines, le 18 juin 2011 le single se place en 5e position dans les Rock Digital Song et y restera cette fois 9 semaine. Le 23 juillet 2011.  Iridescent se place en 81e position au 100 Hot Billboard mais n'y restera que 3 semaines seulement.